# ABC Classic FM
ABC Classic FM est une station de radio australienne nationale, qui diffuse de la musique classique,,. Elle est opérée par l'Australian Broadcasting Corporation.

## Personnalités liées
- Eddie Ayres (1967-), animateur de radio australo-britannique et professeur de musique.